# Американский сомик
Американский сомик, или карликовый сомик (лат. Ameiurus nebulosus) — вид лучепёрых рыб из семейства кошачьих сомов.
Объект прудового рыбоводства. Популярен у аквариумистов.

## Распространение
Естественный ареал расположен в Северной Америке, где вид широко распространён в заросших медленно текущих или стоячих водоёмах. Длина достигает 1 м.
Завезён в Европу как объект прудоводства, после чего проник в речные системы, в том числе Белоруссии и Западной Украины. Возможна встреча в западных областях России.
В России разведением американского сомика (рыбы-кошки) занимался известный московский аквариумист XIX века Мещерский А.С. Как отметил Н.Ф Золотницкий в написанной им биографии Мещерского А.С.:

"... у него размножались даже рыбы-кошки, не принесшие ни у кого приплода, за исключением Карбонье... От него-то и приобретал М., иногда за невозможно дорогие цены своих чужеземных любимцев. Таким образом удалось ему получить телескопов, фунду, рыб-кошек, цибриподонов, каллистов, собачьих рыб, черных канадских окуней, голубых окуней, солнечных рыб, калико-окуней и даже гурами, которых не было ни у кого из европейских любителей, исключая, конечно, только Карбонье".

## Характеристика
Американский сомик может жить в довольно плохой воде, хотя не имеет вспомогательного дыхания. Вокруг очень широкого рта у этого сомика имеется восемь растопыренных осязательных нитей, которыми он очень забавно двигает. Рыба имеет очень маленькие глазки и большое брюшко, которое расположено сразу же после головы.

## Содержание в аквариуме
Предпочитает медленнотекущие и стоячие водоемы с заиленным дном и зарослями прибрежной растительности. Пресноводный, но изредка встречается и в солоноватых водах. Вынослив, может жить там, где другие виды рыб жить не могут. При неблагоприятных условиях жизни предпочитает закапываться в грунт. Является ночным хищником и очень неприхотлив в еде. Поэтому акклиматизацию его в водоёмах Европы следует считать непродуманной. Американский сомик, как это показали опыты, хорошо слышит звуки, переходящие из воздушной среды в воду (удары, звон колокольчика). Обладают мощным электрическим органом, который помогает им ориентироваться в очень мутной воде.

### Кормление
Американский сомик, как и все его родственники, ночное животное, но в аквариуме он в короткое время меняет ночь на день и постоянно плавает, пока достаточно не насытится. Обычным кормом сомика являются черви и личинки водных насекомых.

### Разведение
Половой зрелости достигает к 4 годам. Весной самки откладывают на мелях, хорошо прогреваемых солнцем, несколько тысяч икринок. Об икре и вылупивших мальках заботится самец до тех пор, пока мальки не начнут свободно плавать.

## Дополнительные сведения

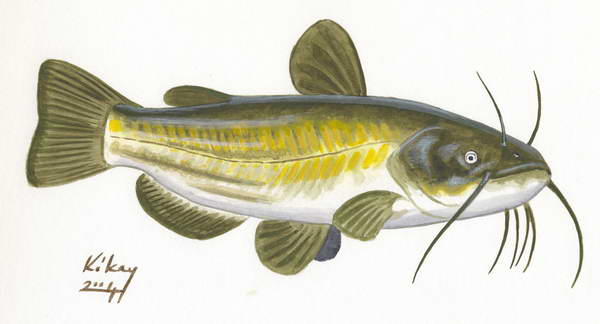
Американский сомик

Сомик американский был завезён в Западную Белоруссию из Германии в 1935 г. пользователями водоёмов в качестве объекта рыборазведения. В голодные послевоенные годы 1945—1947 гг. американский сомик вновь привлёк к себе внимание как пищевой объект. Сомиков пытались разводить в воронках, оставшихся от взрывов, которые не пересыхали в течение всего лета. Широкого распространения сомик не получил, тем не менее его можно встретить в белорусских водоёмах.